# Västerbottens Folkblad
Folkbladet (of Folkbladet Västerbotten) is een Zweedse sociaaldemocratische krant die sinds 1917 uitgegeven wordt in Umeå. Tot 18 april 2012 werd de krant uitgebracht onder de naam Västerbotten Folkblad of VF.
De krant wordt elke ochtend gepubliceerd, behalve op zondag en brengt voornamelijk berichtgeving over Västerbotten. De oplage bedroeg 15.700 exemplaren in 2004 en 2007 14.000 exemplaren in 2007. In 2013 was dit gedaald tot 9700.
Begin jaren 2000 werd de krant wegens de kelderende economie opgekocht door Stiftelsen VK-press (ook eigenaar van Västerbottens-Kuriren) om er voor te zorgen dat men subsidies kon blijven krijgen (Presstöd) voor de twee dagbladen. In 2008 kreeg de krant 15.328.000 kronen subsidies van de staat.